# Laugardælir
Laugardælir – wieś położona w południowo-zachodniej części Islandii.
Wieś położona jest w pobliżu miasta Selfoss. W 2008 roku na cmentarzu przy kościele w Laugardælir został pochowany były szachowy mistrz świata Bobby Fischer.